# Agnano (Neapel)

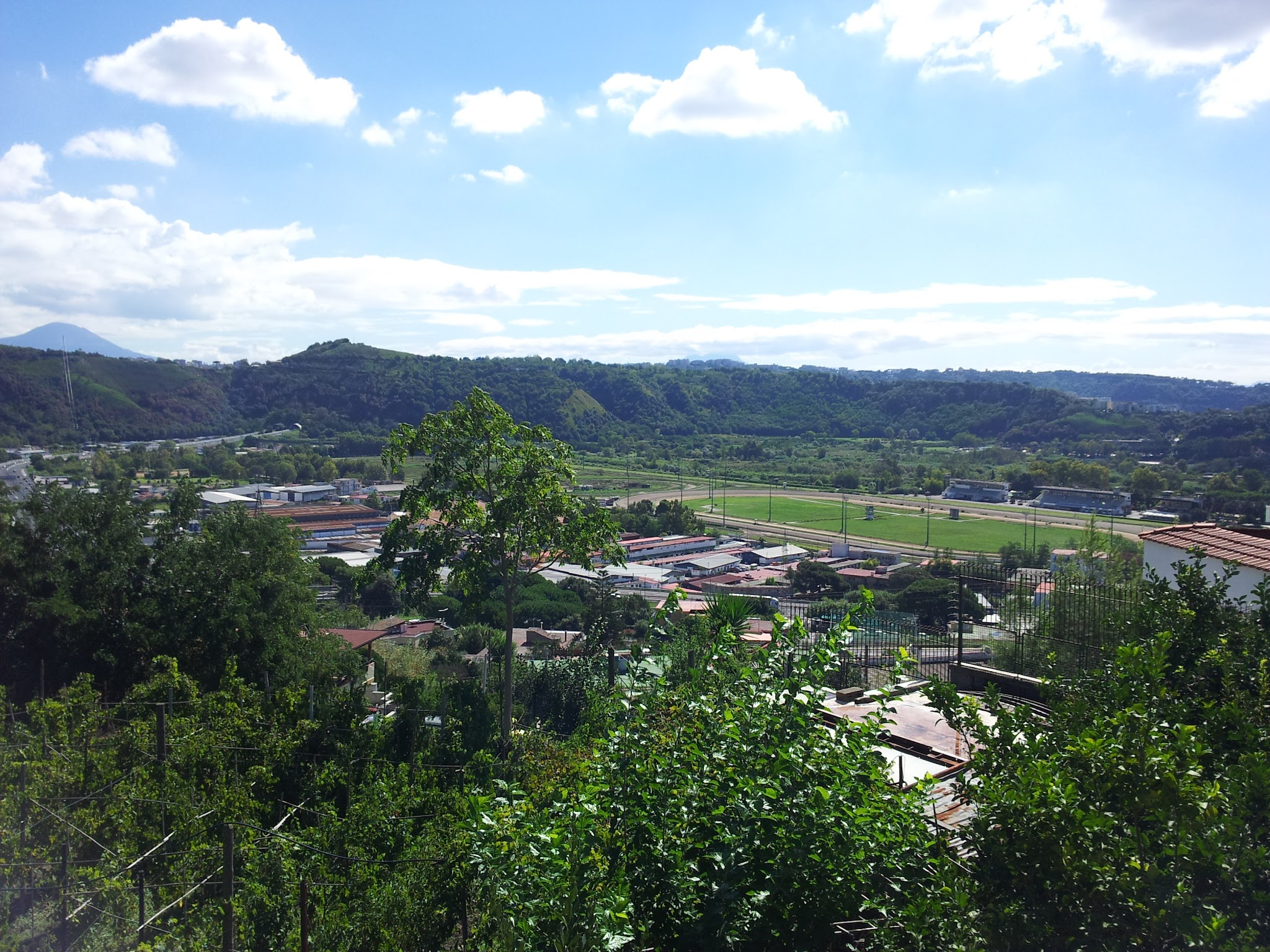
Der südöstliche Kraterrand des Agnano, im Hintergrund der Vesuv

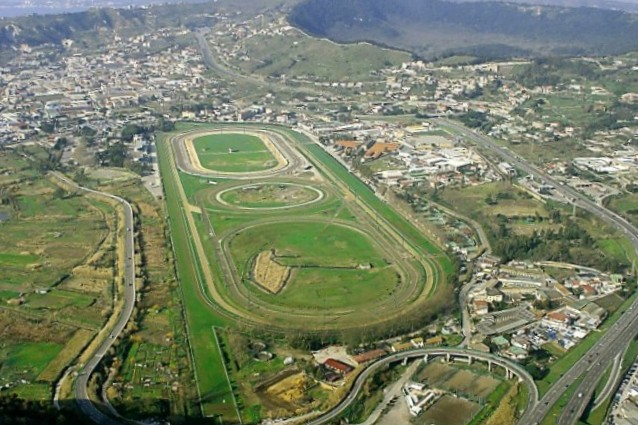
Ippodromo di Agnano, Neapel (Austragungsort des Gran Premio Lotteria) mit dem Astroni-Krater (rechts) und dem Rand des Agnano-Kraters (links) im Hintergrund.

Der Agnano ist ein Vulkankrater in den Phlegräischen Feldern am westlichen Stadtrand der italienischen Großstadt Neapel. Es ist seit der Antike für seine heißen Quellen bekannt. Der Krater war früher mit Wasser gefüllt, aber der Agnanosee (Lago di Agnano) wurde 1870 trockengelegt. Unter anderem befindet sich hier die berühmte Hundsgrotte. 

## Eruptionsgeschichte
Der Krater entstand im Zuge der Agnano-Monte-Spina-Eruption vor 4550 Jahren. Letztere war der größte Vulkanausbruch in der dritten und letzten Aktivitätsphase der Caldera. Nach der Kampanischen-Ignimbrit- und der Gelben-Neapolitanische-Tuff-Eruption war die Agnano-Monte-Spina-Eruption die drittgrößte Eruption überhaupt in den Phlegräischen Feldern. Im Zuge des Ausbruches kollabierte der Krater und sank bis zu 35 Meter tief ein. In der Folge bildete sich dort die sogenannte Ebene von Agnano.
Die Tephra der plinianischen Agnano-Monte-Spina-Eruption bedeckte weite Bereiche bis zum Rand des Apennins. Dabei wurde eine Fläche von etwa 10.000 km² mit einer 10 cm dicken Ascheschicht bedeckt. Pyroklastische Ströme überwanden den Rand der Caldera der Phlegräischen Felder und erstreckten sich geschätzt auf einer Fläche von 200 km², die mittlerweile dicht besiedelt sind. Die Pyroklastika dieser Ströme konnten noch in einer Entfernung von 15 km vom Eruptionsherd nachgewiesen werden.
Im Nordwesten des ehemaligen Kraters entstand einige hundert Jahre nach der Agnano-Monte-Spina-Eruption im Zuge mehrere Ausbrüche der Astroni-Krater.

## Historische Ansichten
Der Agnano fand Aufnahme in dem berühmten Städteatlas Civitates orbis terrarum (Städte der Welt) von Braun und Hogenberg.
Der Dichter Johann Gottfried Seume stieg bei seinem Spaziergang nach Syrakus im Jahr 1802 über den Agnano hin zum Kloster Eremo di S. Salvatore dei Camaldoli hinauf.
Ein prächtiger Kupferstich Vue du Lac d’Agnano et des étuves de San Germano près des Naples (ca. 1782) befindet sich in Saint Nons berühmter Voyage pittoresque ou Description des royaumes de Naples et de Sicile.

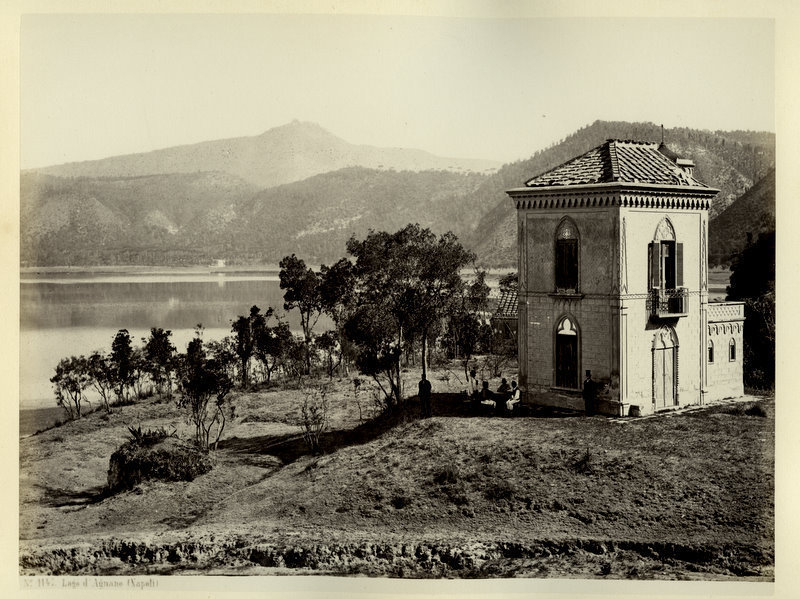
Lago d’Agnano (Napoli) (zwischen 1855 und 1870)
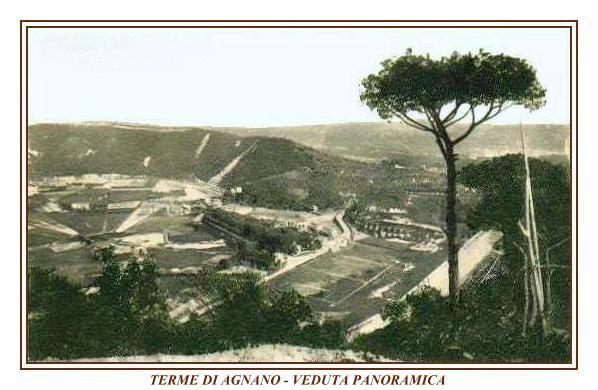
Terme di Agnano
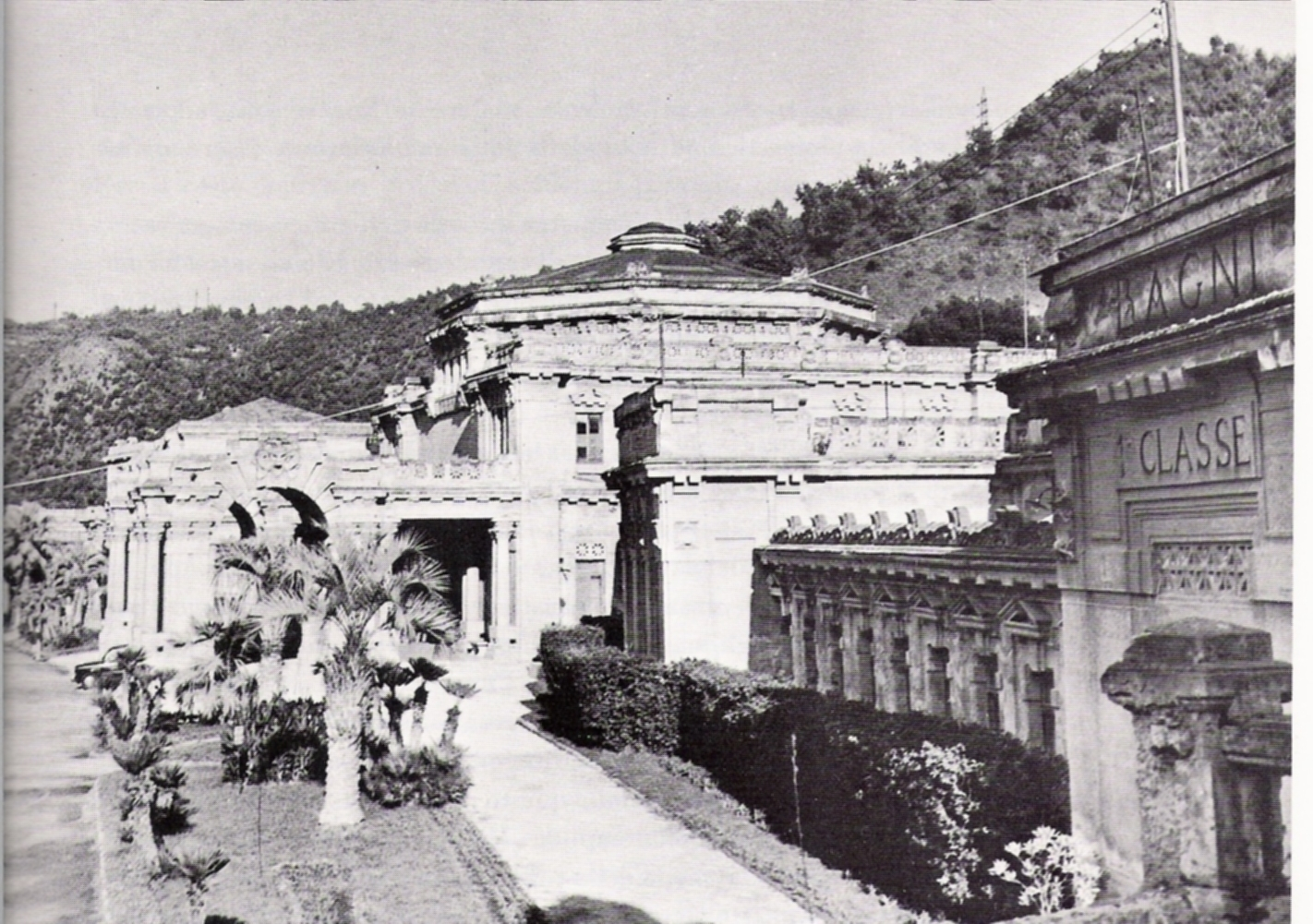
Complesso termale di Agnano